# 오요나

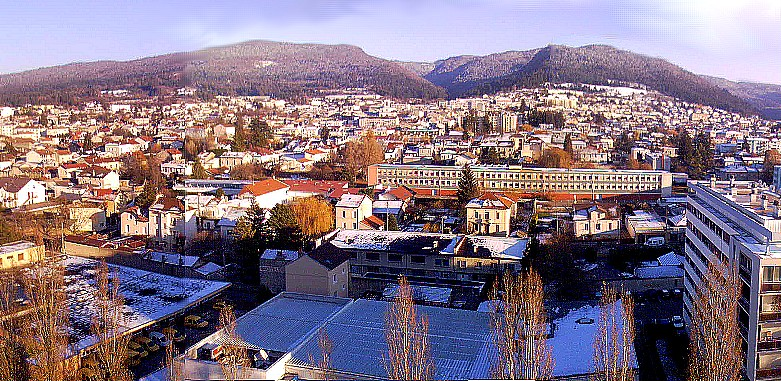
오요나

오요나(프랑스어: Oyonnax)는 프랑스 동부 론알프 앵주에 위치한 도시로 면적은 35.99km2, 인구는 23,114명(2008년 기준), 인구 밀도는 640명/km2이다. 쥐라산맥과 접한다.

시 문장

## 인구
| 연도 | 인구   | ±%    |
| ---- | ------ | ----- |
| 2006 | 23,618 | —     |
| 2007 | 23,490 | −0.5% |
| 2008 | 23,114 | −1.6% |
| 2009 | 22,884 | −1.0% |
| 2010 | 22,650 | −1.0% |
| 2011 | 22,459 | −0.8% |
| 2012 | 22,436 | −0.1% |
| 2013 | 22,258 | −0.8% |
| 2014 | 22,485 | +1.0% |
| 2015 | 22,392 | −0.4% |
| 2016 | 22,559 | +0.7% |

## 같이 보기
- 앵주의 코뮌 목록